# Veleros del Sur

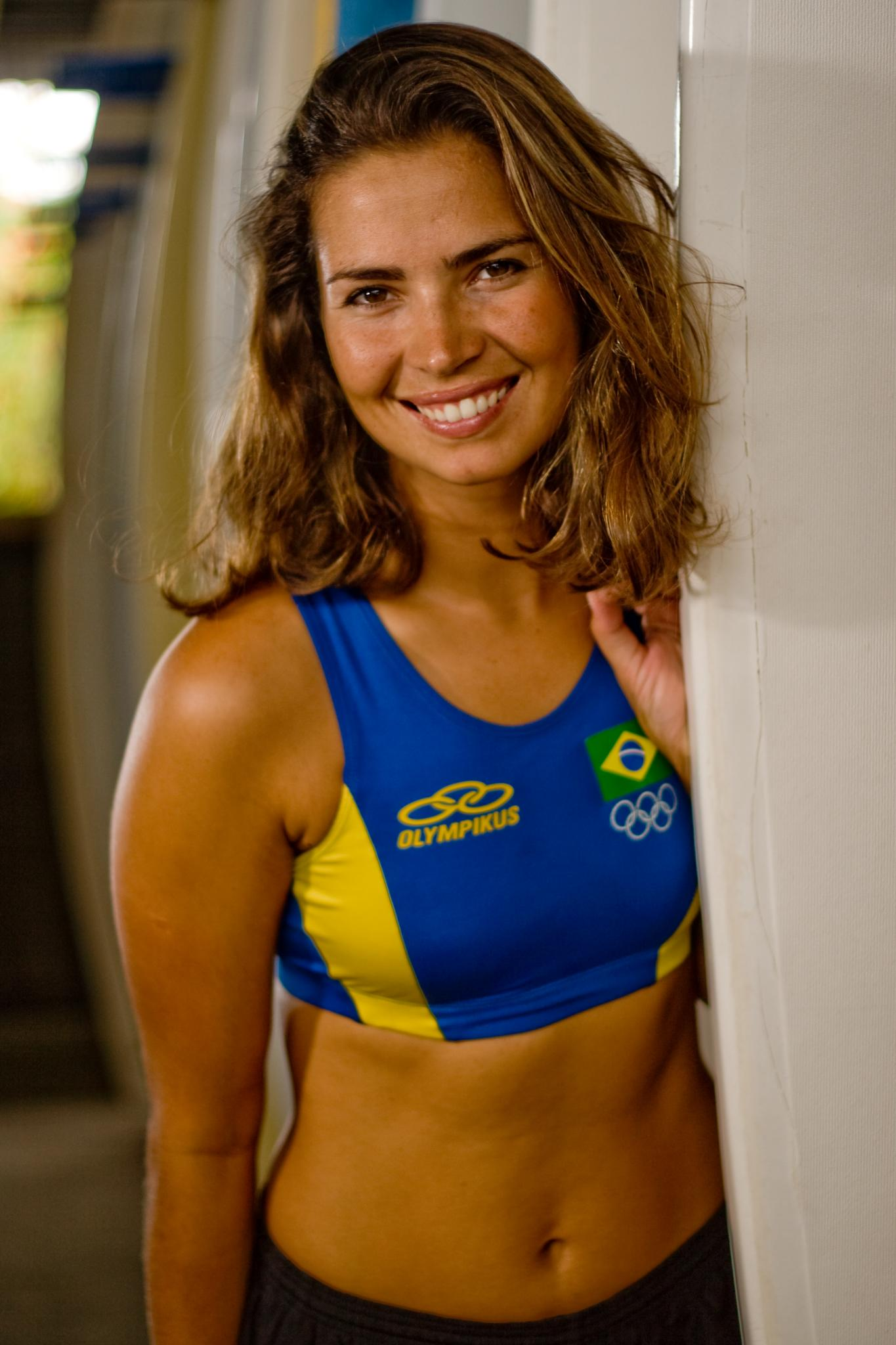
Isabel Swan, medallista olímpica y miembro de la flota Nacra 17 de Veleros del Sur.

Veleros del Sur (Veleiros do Sul en idioma portugués y oficialmente) es un club náutico ubicado en la zona sur de Porto Alegre, Río Grande del Sur (Brasil).

## Historia
El club se fundó el 13 de diciembre de 1934 en el Río Guaíba.

## Flotas
Tiene flotas de Snipe, Soling, Nacra 17, J/24, 470, 420, Hobie Cat 16, Laser y Optimist.

### Flota Snipe
Boris Ostergren y Ernesto Neugebauer ganaron el campeonato del mundo en 1977, disputado en Copenhague, y Geison Mendes Dzioubanov fue subcampeón del mundo juvenil en 2005, en Río de Janeiro.

### Flota Soling
En 2007 consiguió el campeonato y el subcampeonato del mundo con sus dos equipos formados por George Nehm, Marcos Pinto Ribeiro y Lucio Pinto Ribeiro (campeones del mundo) y por Cícero Hartman, Flávio Quevedo y André Renard (subcampeones). En 2014, Cícero Hartman, Flávio Quevedo y André Renard volvieron a quedar subcampeones del mundo. También han obtenido 4 medallas de bronce en los mundiales: 2004 (George Nehm, Marcos Pinto Ribeiro y Lucio Pinto Ribeiro), 2007 (Cícero Hartman, Flávio Quevedo y André Renard), 2011 y 2014 (Nelson Ilha, Paulo Ribeiro y Felipe Ilha). 

### Flota Nacra 17
En su flota Nacra 17 se encuentran los regatistas olímpicos Isabel Swan (medallista de bronce en 470 femenino en Pekín 2008 y Samuel Albrecht.

### Flota J/24
Su equipo Crioula ganó la medalla de oro en los Juegos Suramericanos de 2014.